# 眭邃
眭邃（？—？），字怀道，赵郡高邑（今河北高邑）人。十六国时后燕大臣。
其父眭迈曾为西晋司马越谈军谋掾，后为石勒所用，官至徐州刺史。385年，眭邃仕慕容垂为给事中郎。慕容农至高邑时，派眭邃到附近外出，过了期限还没有返回。长史张攀劝慕容农杀眭邃，慕容农没有答应，任命眭邃为高阳太守。僚属部下中凡是家在赵地以北的人，全都派他们回去暂时代理官职，共选拔补充了太守三人，长史二十多人。慕容农退下去以后对张攀说：“你的见解非常错误，当今之时，怎么能自相残杀！等我从北边返回来时，眭邃等人自然应当夹道欢迎。”慕容垂北赴中山（今河北定州市），眭邃等人全都前来迎候，上上下下和当初一样，张攀于是对慕容农的远见卓识表示折服。
396年，眭邃仕慕容宝为中书令时，慕容宝不为小段皇后举办丧事。眭邃在金殿上说：“作为儿子没有废黜母亲之理。东汉安思皇后阎氏亲手贬废汉顺帝，死了之后仍然还能进入太庙，何况先皇后不过说了几句暧昧的话，这事是虚是实都无法证实呢！”于是，慕容宝为她举行了丧礼。
慕容宝听说北魏军就要打来，在东堂商议对策。眭邃说：“魏骑兵多，奔驰迅速，但他们的粮草只够十天。我们应命令郡县聚集居民，一千户组成一个寨堡，深沟高垒，坚壁清野，等待他们进犯，他们最多不超过六十天，粮食用完而自行撤退回去。”其子眭夸在北魏为官。